# Towarzystwo Krzewienia Kultury Fizycznej
Towarzystwo Krzewienia Kultury Fizycznej (TKKF) – stowarzyszenie propagujące kulturę fizyczną utworzone 3 maja 1957 roku w Warszawie.

## Historia
Decyzja o powołaniu TKKF zapadła 17 lutego 1956 r. w trakcie Krajowej Narady Aktywu Sportowego w Warszawie, gdzie dyskutowano m.in. konieczność powołania organizacji sportu masowego. Spośród dwu wniosków: reaktywacji Towarzystwa Gimnastycznego „Sokół” i powołania Towarzystwa Krzewienia Kultury Fizycznej, postanowiono przychylić się do drugiego. 3 maja 1957 r., Krajowa Konferencja Założycieli, która odbyła się w Warszawie, przyjęła uchwałę o powołaniu do życia Towarzystwa Krzewienia Kultury Fizycznej. Założycielami TKKF były stowarzyszenia sportowe: AZS, LZS, „START”. Konferencja zatwierdziła statut TKKF, jako stowarzyszenia zrzeszającego ogniska TKKF z terenu kraju, ustaliła zasady powoływania instancji wojewódzkich i tworzenia ognisk terenowych, wybrała tymczasowy Zarząd Główny TKKF.
Uchwała założycielska TKKF z 1957 r., podjęta została w brzmieniu następującym: (zobacz oryginalny dokument uchwały).
14–15 grudnia 1957 r., w Warszawie odbył się poprzedzony zjazdami wojewódzkimi, I Krajowy Zjazd Delegatów TKKF z udziałem 214 delegatów. Zjazd uchwalił, po ogłoszonych poprawkach statut TKKF, zatwierdził godło i barwy oraz odznakę TKKF, a także zasady działalności organizacyjne i programowo-szkoleniowe. Wybrano 60-osobowy Zarząd Główny i 5-osobową Główną Komisję Rewizyjną. Prezesem ZG TKKF został wybrany Feliks Kędziorek. W okresie I Zjazdu zarejestrowane były już 94 ogniska terenowe TKKF. Od tego czasu minęło w 2007 r. – pięćdziesiąt lat. XIV Krajowy Zjazd Delegatów TKKF, który odbył się w Warszawie w dniu 25 listopada 2006 r., podjął uchwałę o rozpoczęciu obchodów Jubileuszu 50-lecia TKKF. Wręczono pierwsze, ustanowione przez ZG TKKF Medale 50-lecia TKKF „Za zasługi”. Medale te otrzymali członkowie honorowi TKKF, b. członkowie władz TKKF, legitymujący się kilkudziesięcioletnim stażem działalności. Obchody 50-lecia TKKF zostały wykorzystane do zwiększenia aktywności członków stowarzyszenia oraz dla popularyzacji programów i sportowych ofert.
Towarzystwo Krzewienia Kultury Fizycznej z siedzibą w Warszawie tworzy zrzeszeniową strukturę funkcjonującą na terenie całej Rzeczypospolitej Polskiej. W województwach działają Wojewódzkie Związki TKKF w liczbie 15, a także Regionalne, Międzypowiatowe, Okręgowe, Powiatowe i Miejskie TKKF w liczbie ponad 50, jako samodzielne prawnie związki stowarzyszeń kultury fizycznej – będące członkami zwyczajnymi bezpośrednimi i pośrednimi TKKF.
Wojewódzkie, Regionalne, Międzypowiatowe, Okręgowe, Powiatowe i Miejskie Towarzystwa Krzewienia Kultury Fizycznej zrzeszają w sposób bezpośredni i pośredni Ogniska TKKF i Kluby Rekreacyjno-Sportowe TKKF, działające na obszarze całego kraju. Według danych statystycznych na 31 grudnia 2007 r., działało w Polsce 1089 Ognisk i Klubów R-S TKKF, w których zrzeszonych było 145 803 członków – osób fizycznych.
Ogniska i Kluby R-S TKKF w roku 2007 były organizatorami 21 214 imprez sportowo-rekreacyjnych, w których uczestniczyło 5 688 402 osób, a także prowadziły 5364 sekcji i Zespołów ćwiczebnych różnych specjalności, w których ćwiczyło 225 077 osób.
Obszarem działalności programowej Towarzystwa Krzewienia Kultury Fizycznej jest „sport dla wszystkich”. Towarzystwo dąży do spopularyzowania i urzeczywistnienia nowoczesnych idei oraz form sportu dla wszystkich wśród naszego społeczeństwa w tym osób niepełnosprawnych, do szerszego podejmowania działań indywidualnych i grupowych w tym zakresie w różnych środowiskach.
Program TKKF kierowany jest do zróżnicowanych grup wiekowych. Uwzględnia różnorodne potrzeby i zainteresowania indywidualne, możliwości ekonomiczne społeczności lokalnych, aktualną modę, krajowe, europejskie i światowe tendencje w rozwoju sportu dla wszystkich. Podstawowa działalność programowa realizowana jest w środowisku w formie:
- sekcji i zespołów ćwiczebnych różnych specjalności,
- imprez sportowo-rekreacyjnych o różnej treści programowej i różnym zasięgu, oraz integracyjnych imprez sportowo-rekreacyjnych, a także turystycznych,
- obozów sportowych i sportowo-rekreacyjnych dla dzieci oraz młodzieży z UKS i stowarzyszeń kultury fizycznej, środowisk o niskim statusie materialnym, a także obozów rodzinnych i rekreacyjno-zdrowotnych promujących prozdrowotne formy aktywności ruchowej,
- szkolenia wolontariuszy sportu dzieci i młodzieży i instruktorów rekreacji ruchowej różnych specjalności,
- zajęć w ośrodkach terapii ruchowej dla osób III wieku i ośrodkach dla osób dorosłych z nadwagą oraz ośrodkach – biegu po zdrowie

## Obiekty
Centralny Ośrodek Sportowo-Szkoleniowy Towarzystwa Krzewienia Kultury Fizycznej – Sieraków
Nowoczesne obiekty sportowe: pełnowymiarowa hala sportowa z wykładziną „mondo” i zapleczem socjalnym, kryta pływalnia z dwiema nieckami (25×12,5 i 12,5×6) oraz zjeżdżalnią 58 m, bieżnia, skocznia w dal, do trójskoku i wzwyż w tartanie, boisko piłkarskie, korty tenisowe, boisko do piłki siatkowej, boisko wielofunkcyjne ze sztuczną trawą, boisko do koszykówki i kort tenisowy z nawierzchnią syntetyczną.